# Joseni, Harghita
Joseni mai demult Alfalău, (în maghiară Gyergyóalfalu, colocvial Alfalu, în trad. "Satul de Jos", "Joseni", germană Untersdorf) este satul de reședință al comunei cu același nume din județul Harghita, Transilvania, România. Se află în partea de vest a județului, în Depresiunea Giurgeu.

## Vezi și
- Biserica romano-catolică din Joseni